# ドリトル先生、パリでロンドンっ子と出会う
『ドリトル先生、パリでロンドンっ子と出会う』（ドリトルせんせい パリでロンドンっことであう、Doctor Dolittle Meets a Londoner in Paris）は、アメリカ合衆国で活動したイギリス出身の小説家、ヒュー・ロフティングの児童文学作品『ドリトル先生』シリーズの短編である。

## 概要
この作品は1925年にアメリカでチャールズ・スクリブナーズ・サンズから刊行されたシンシア・アスキス編著のアンソロジー『The Flying Carpet』に収録された書き下ろしの短編小説である。同書はイギリスでパートリッジからも刊行されているが、1952年刊の短編集『ドリトル先生の楽しい家』には採録されていないためシリーズの読者にはほとんど存在を知られていなかった。
現在は『Children's Books Online』で全文が無料公開されている。また、前述の経緯により井伏鱒二が日本語に翻訳した岩波書店の『ドリトル先生物語全集』および岩波少年文庫には番外編『ガブガブの本』と同様に収録されていないが、2015年に角川つばさ文庫から刊行された『新訳 ドリトル先生の最後の冒険』（岩波版の『楽しい家』に当たる）で河合祥一郎の日本語訳が「特別編」の扱いで初めて収録された。

## あらすじ
世界でただ1人、動物の言葉が話せるジョン・ドリトル医学博士はフランスの博物学者に招かれて訪問したパリのテュイルリー庭園でロンドンのセント・ポール大聖堂に巣を作っているスズメのチープサイドと遭遇する。チープサイドが言うには妻のベッキーと初めて出会ったのがパリで、毎年春にはベッキーにつき合わされてパリへ飛んで来ているとのことだった。チープサイドがパリの事情に詳しいとみたドリトル先生は「パリ市内には公衆浴場が見当たらず1週間も入浴していないので困っている」と打ち開けるが、チープサイドは開口一番「夜中に庭園の噴水池で水浴してはどうか」と提案する。
その日の夜、ドリトル先生はテュイルリー庭園の噴水池で人目を忍んで水浴を敢行するが、そこへパリ観光に訪れていた妹のサラとその夫のディングル牧師がやって来る。サラに見つかるとまずいと思った先生はすかさず噴水池の中央に立つネプチューン像の周囲に立ち並ぶ従者の像の1体に扮してポーズを取り、サラたちをやり過ごそうとするのだが……。